# Grupa liniowa
Grupa liniowa – podgrupa pełnej grupy liniowej {\displaystyle \operatorname {GL} (n,\mathbb {K} )}.
Teoria grup liniowych bada własności grup liniowych zachowywane przez izomorfizmy liniowe.

## Przykłady
Poniżej znajdują się przykłady grup liniowych:
- pełna grupa liniowa – zbiór macierzy nieosobliwych stopnia {\displaystyle n} o współrzędnych z ciała {\displaystyle \mathbb {K} }[2].
- specjalna grupa liniowa – podzbiór pełnej grupy liniowej zawierający macierze o wyznaczniku równym 1[3].
- grupa liniowa homotetii – centrum pełnej grupy liniowej[4].
- grupa liniowa macierzy diagonalnych – podzbiór pełnej grupy liniowej zawierający macierze diagonalne[5].
- symplektyczna grupa liniowa wyznaczona przez funkcjonał {\displaystyle \varphi } – podzbiór pełnej grupy linowej zawierający macierze symplektyczne ze względu na niezdegenerowany alternujący funkcjonał dwuliniowy na przestrzeni {\displaystyle \mathbb {K} ^{n}}[6].
  - w szczególności: grupa symplektyczna[6].
- grupa linowa macierzy trójkątnych – podzbiór pełnej grupy liniowej zawierający macierze górnotrójkątne[7].
- grupa liniowa macierzy unipotentnych – podzbiór pełnej grupy liniowej zawierający macierze, których wszystkie wyrazy na głównej przekątnej są równe 1[8].
- ortogonalne grupy liniowe[9].
- grupa unitarna[10].